# میلتون لیلبورن
میلتون لیلبورن (به انگلیسی: Milton Lilbourne) یک روستا و محله مدنی در بریتانیا است که در Wiltshire واقع شده‌است. میلتون لیلبورن ۵۳۴ نفر جمعیت دارد.